# Humann
Humann är en udde i Antarktis. Den ligger i Västantarktis. Argentina, Chile och Storbritannien gör anspråk på området.
Terrängen inåt land är varierad. Havet är nära Humann västerut. Trakten är obefolkad. Det finns inga samhällen i närheten. 